# Robert Schneider
Robert Peter Schneider, född 9 mars 1971 i Kapstaden, Sydafrika, är sångare, låtskrivare och musikproducent i  indierockbandet The Apples in Stereo. Schneider grundade The Elephant 6 Recording Company 1991 tillsammeans med William Cullen Hart och Bill Doss från Olivia Tremor Control och Jeff Mangum från Neutral Milk Hotel.

## Diskografi (urval)

### Som utövande musiker
Studioalbum med The Apples in Stereo
- Fun Trick Noisemaker (1995)
- Science Faire (1996)
- Tone Soul Evolution (1997)
- Her Wallpaper Reverie (1999)
- The Discovery of a World Inside the Moone (2000)
- Velocity of Sound (2002)
- New Magnetic Wonder (2007)
- Electronic Projects for Musicians (2008)
- Travellers in Space and Time (2010)

Studioalbum med Marbles
- Pyramid Landing (And Other Favorites) (1997)
- Expo (2005)

Studioalbum med Ulysses
- Ulysses (2004)

Studioalbum med Thee American Revolution
- Buddha Electrostorm (2008)

Soundtrackalbum med Orchestre Fantastique
- Dean Quixote Soundtrack (2001)

Studioalbum med Robbert Bobbert & The Bubble Machine
- Robbert Bobbert & The Bubble Machine (2009)

Studioalbum med Sound of Ceres
- Nostalgia for Infinity (2016)

Soloalbum
- Blood & Bones (2018)

### Som musikproducent
Förutom att producera alla album för The Apples in Stereo, har Schneider producerat album för andra Elephant 6-band, inklusive följande:
- The Olivia Tremor Control: Music from the Unrealized Film Script, Dusk at Cubist Castle (1996)
- Neutral Milk Hotel: On Avery Island (1996)
- Neutral Milk Hotel: In the Aeroplane Over the Sea (1998)
- Neutral Milk Hotel: Ferris Wheel on Fire (2011)
- The Minders: Hooray for Tuesday (1998)
- Beulah: When Your Heartstrings Break (1999)